# Dypsis pilulifera
Dypsis pilulifera – gatunek palmy z rzędu arekowców (Arecales). Występuje endemicznie na Madagaskarze, w prowincjach Antsiranana oraz Toamasina. Można go spotkać między innymi w parkach narodowych Andasibe-Mantadia i Marojejy.
Rośnie w bioklimacie wilgotnym, jak i średniowilgotnym. Występuje na wysokości do 500–1000 m n.p.m.